# Avenida Salvador Allende (Santiago de Chile)
La avenida Salvador Allende es una arteria vial de Santiago de Chile, una de las principales de las comunas de Pedro Aguirre Cerda y San Joaquín, la cual las divide de este a oeste. Se extiende desde la intersección de la calle Dos de Abril con la avenida Clotario Blest en Pedro Aguirre Cerda, hasta la avenida Vicuña Mackenna en la comuna de San Joaquín, límite con Macul. En su sección de San Miguel, esta se llama Avenida Salesianos.

## Historia
Anteriormente, la avenida recibía el nombre de Las Mercedes, y su trayecto original pasaba entre el Camino La Feria (Actual Avenida Clotario Blest) y Avenida Santa Rosa, en ese entonces comuna de San Miguel, actuales Pedro Aguirre Cerda y San Miguel.
Tiempo después, fue extendida desde la Avenida Santa Rosa hasta la Avenida Vicuña Mackenna en la comuna de San Joaquín, el tramo de esta comuna ubicado entre las calles Vecinal y Vicuña Mackenna recibió el nombre de Vasconia, mientras que el anterior comprendido entre Santa Rosa y Camino La Feria cambió a Salesianos. Tiempo después, ambos segmentos se unieron en lo que se consideró por mucho tiempo como "Salesianos".
Debía su nombre original a la congregación católica Pía Sociedad de San Francisco de Sales, fundada por Juan Bosco, cuyos miembros son conocidos como "Salesianos". 
El 6 de septiembre de 2023 la Municipalidad de San Miguel anunció el cambio de nombre de la avenida Salesianos por el de Salvador Allende, de la misma forma que la denominación que recibe dicha vía en su paso por las comunas de Pedro Aguirre Cerda y San Joaquín; el cambio se oficializó el 9 del mismo mes.
El 12 de agosto de 2025 el Consejo municipal de la Municipalidad de San Miguel aprobó el cambio de nombre de la Avenida Salvador Allende, por el de Avenida Salesianos.

## Toponimia
El nombre actual de la avenida recuerda a Salvador Allende Gossens, un médico y político socialista chileno que fue presidente del país entre noviembre de 1970 hasta el 11 de septiembre de 1973, fecha de su fallecimiento durante el golpe de estado.

## Recorrido
La Avenida Salvador Allende está totalmente pavimentada. Empieza en la Avenida Clotario Blest y pasa casi en su totalidad por sectores residenciales de las comunas de Pedro Aguirre Cerda, San Miguel y San Joaquín. El tramo entre la Avenida Clotario Blest y José Joaquín Prieto (Autopista Central, Ruta 5) consta de cuatro carriles separados por la mitad (dos de cada lado, cada uno en direcciones opuestas). Sin embargo, el carril sur de la avenida próximo a J. J. Prieto aumenta de tamaño y consigue un carril extra, el puente que pasa por encima de la autopista y que conecta las comunas de Pedro Aguirre Cerda y San Miguel también cuenta con 3 carriles de cada lado, ambos con dirección Oriente y poniente. 
El tamaño de la vía sufre un cambio drástico de tamaño después de atravesar el puente, ya en la comuna de San Miguel, contando esa vez con solo dos pistas solo con dirección al oriente, aunque a partir de la intersección con la Gran Avenida hasta su fin en Vicuña Mackenna sufre con varios cambios continuos de tamaño.

## Extremos
- Poniente: Después de la intersección con Avenida Clotario Blest, le sigue la calle Dos de Abril, en la comuna de Pedro Aguirre Cerda, la cual separa las poblaciones de San Joaquín y La Victoria y el pasaje El Esfuerzo, este último termina en la calle Unidad Popular.[7]

- Oriente: Al atravesar el cruce con Avenida Vicuña Mackenna, ya en la comuna de Macul, la avenida toma el nombre de Monseñor Carlos Casanueva. Esta avenida pasa al igual que todas las anteriores por zonas residenciales, destacando en su primer tramo el Campus San Joaquín de la Pontificia Universidad Católica de Chile y la fábrica de helados Savory.[8] Termina en la calle Froilán Roa, en la misma comuna.[9] Estas calles se unieron luego de la remodelación y ampliación de la avenida Vicuña Mackenna que empezó durante 2015.

## Transporte

### Metro
Actualmente la Avenida Salvador Allende no cuenta con ninguna estación de Metro de manera directa; sin embargo, se pueden encontrar algunas de estas cerca. En el caso de la intersección con Gran Avenida, se encuentran las estaciones San Miguel y Lo Vial de la L2, En el extremo poniente, se encuentra próxima la estación Camino Agrícola de la L5.
El 1 de junio de 2018, en la cuenta pública del segundo gobierno de Sebastián Piñera, fue anunciada la nueva Línea 9 del Metro de Santiago, la cual tendrá una estación en esta Avenida junto al cruce con Avenida Santa Rosa y; se espera que sea inaugurada en el año 2030.

## Hitos

### Intersecciones importantes
Se interseca con algunas vías importantes de la ciudad de Santiago:
- Avenida Clotario Blest (en su inicio)
- Avenida Club Hípico
- Avenida José Joaquín Prieto
- Calle San Ignacio de Loyola
- Calle Llano Subercaseaux
- Gran Avenida José Miguel Carrera
- Avenida Santa Rosa
- Avenida Las Industrias
- Avenida Central
- Avenida Haydn
- Avenida Vicuña Mackenna

### Lugares de interés
- Parque Pierre Dubois[14]
- Parque André Jarlán[15]
- Centro Educativo República Mexicana[16]
- Municipalidad de Pedro Aguirre Cerda[17]
- Gimnasio Olímpico de San Miguel
- Escuela Nacional de Artes Gráficas
- 2° Juzgado Civil de San Miguel
- Tercera Compañía del Cuerpo de Bomberos de Metropolitana Sur[18]
- Universidad de Valparaíso (San Miguel)[19]